# Koehandel (kaartspel)
Koehandel is een kaartspel voor drie tot vijf spelers, bedacht door Rüdiger Koltze en uitgegeven door Ravensburger.

## Doel van het spel
Het doel van het spel is om zo veel mogelijk punten te scoren met  kwartetten van dieren en speciale waardekaarten. Zowel het aantal als de hoogte van deze kwartetten hebben invloed op de einduitslag van het spel. Deze dierkaarten kunnen bemachtigd worden door aankoop op de veiling of door het handelen met een tegenspeler.

## Speelmateriaal
Het spel bevat de volgende materialen:
- 40 dierkaarten. Deze verzameling kaarten bestaat uit 10 dierkwartetten, met ieder een verschillende waarde, die afgebeeld staat op de kaart (zie hulptabel hieronder voor de waarde van ieder dier).
- 55 geldkaarten. Deze kaarten worden in het spel gebruikt om te betalen. De waarde van deze kaarten varieert van 0 tot 500 (10x0 20x10 10x50 5x100 5x200 5x500).

## Voorbereiding
Bij aanvang van het spel ontvangt iedere speler als startkapitaal de volgende geldkaarten:
- 2 x 0
- 4 x 10
- 1 x 50

De dierkaarten worden geschud en als gedekte stapel op tafel gelegd.

## Verloop van het spel
Om de beurt fungeert een speler als veilingmeester. Deze speler heeft de keuze uit twee handelingen die hij kan verrichten.
1. Het veilen van de bovenste kaart van de stapel
2. Een koehandel aangaan met een tegenspeler

Nadat een van deze handelingen volbracht is, is de volgende speler aan de beurt. Deze wordt nu dus de veilingmeester.
Aan het begin van het spel zal er over het algemeen vooral worden geveild, aangezien er dan nog weinig kaarten in het spel zijn. In de loop van het spel kan er afwisselend geveild en gekoehandeld worden. Wanneer de stapel met dierkaarten op is kan er alleen nog maar koehandel plaatsvinden.

### Veilen
1. De veilingmeester draait de bovenste kaart om.
2. Alle andere spelers mogen nu een bedrag bieden waarvoor zij het betreffende dier willen kopen, zij mogen elkaar hierbij ook overbieden.
3. Wanneer er geen hoger bod meer gedaan wordt sluit de veilingmeester de veiling met de woorden: "eenmaal, andermaal verkocht!".
4. De speler die het hoogste bod heeft gedaan, betaalt het bedrag aan de veilingmeester en ontvangt de betreffende dierkaart, tenzij de veilingmeester gebruikmaakt van zijn kooprecht.
5. De gekochte dierkaart wordt open voor de speler op tafel gelegd.

### Kooprecht van de veilingmeester
Wanneer er geen hoger bod meer gedaan wordt op de te veilen dierkaart heeft de veilingmeester het recht om deze kaart aan de hoogste bieder te verkopen óf om deze kaart zelf te kopen voor hetzelfde bedrag. In dit geval betaalt de veilingmeester dit bedrag aan deze hoogste bieder.

### Ezeltje strekje
Onder de dierkaarten bevindt zich ook een geldezel. Wanneer deze kaart omgedraaid wordt ter veiling ontvangen alle spelers het volgende bedrag:
1. Bij de eerste ezelkaart 50
2. Bij de tweede ezelkaart 100
3. Bij de derde ezelkaart 200
4. Bij de vierde ezelkaart 500

Nadat iedere speler zijn geld heeft ontvangen, wordt de ezel geveild als ieder ander dier.

### Koehandel
Wanneer twee spelers een kaart met hetzelfde dier bezitten, mag de speler die aan de beurt is (de veilingmeester) een koehandel aangaan met deze andere speler.
1. De veilingmeester geeft aan met welke speler hij wil handelen en om welk dier het gaat.
2. Vervolgens legt de veilingmeester een of meerdere geldkaarten gedekt op tafel neer, zonder te zeggen hoeveel geld dit vertegenwoordigt.
3. De tegenspeler kan ervoor kiezen het bod te accepteren en de kaart direct af te staan of om een tegenbod te doen.
4. Bij een tegenbod legt de betreffende speler ook een of meerdere geldkaarten gedekt neer op tafel.
5. Beide spelers pakken de geboden kaart(en) van de tegenspeler en tellen de score van deze kaart(en) op.
6. Beide spelers behouden het geld dat ze zo hebben gekregen.
7. De speler die het hoogste bedrag geboden heeft ontvangt de dierkaart waar de handel om ging.
8. Hebben beide spelers exact hetzelfde bedrag geboden dan wordt deze handel nog eenmaal over gedaan. Gebeurt dit dan weer, dan komt de kaart automatisch in het bezit van de tegenspeler.

Wanneer het voorkomt dat zowel de veilingmeester als de tegenspeler twee kaarten van dezelfde diersoort in bezit hebben, dan kan er alleen gehandeld worden over de twee kaarten tegelijk. De winnaar heeft dan dus meteen een kwartet.

### Waarde van de geldkaarten
Naast de diverse waarden die de verschillende kaarten hebben zijn er ook geldkaarten met een waarde 0 in het spel. Deze zijn uitermate geschikt om tijdens de koehandel mee te bluffen. Een tegenspeler heeft immers geen flauw idee of de kaarten die gedekt op tafel liggen een hoge of juist een lage waarde vertegenwoordigen. Langs deze weg kan een speler die hierbij zijn kaart verliest eventueel veel geld verdienen om hier in een volgende beurt zelf de beoogde dierkaart mee te verdienen.

## Einde van het spel
Wanneer alle kwartetten compleet zijn, is het spel afgelopen. De winnaar van het spel is degene met het hoogste puntenaantal.
Dit puntenaantal wordt berekend door:
- de waarden van je kwartetten (het getal dat op de 4 kaarten staat) bij elkaar op te tellen,
- en dit te vermenigvuldigen met het aantal kwartetten dat je hebt.

Het is dus enerzijds van belang om in ieder geval een kwartet met een hoge waarde in het bezit te krijgen, maar ook om zo veel mogelijk kwartetten te bemachtigen. Een laag kwartet naast een hoog kwartet kan er nu namelijk wel voor zorgen dat het totaal hiervan verdubbelt.

## Spelvariaties
- Het spel kan verkort worden door bij een veiling in plaats van één kaart meerdere kaarten om te draaien (bijvoorbeeld 2 of 3).
- Men kan een limiet stellen aan het bieden door bijvoorbeeld af te spreken dat een bod elke keer met minstens 20 moet worden verhoogd.
- Normaal gesproken is het als twee spelers allebei twee kaarten van een kwartet hebben verplicht om alle kaarten in één keer te koehandelen, maar men kan ook afspreken dat dit niet verplicht is (hetgeen het spel extra spannend, maar wel langer kan maken).
- De waarde van het geld aan het einde bij de behaalde punten op te tellen
- je kan ook als je drie van dezelfde kaarten hebt de punten krijgen

## Hulptabel voor de waarden van de verschillende dierkwartetten
| Diersoort | Waarde |
| --------- | ------ |
| Haan      | 10     |
| Gans      | 40     |
| Kat       | 90     |
| Hond      | 160    |
| Schaap    | 250    |
| Bok       | 350    |
| Ezel      | 500    |
| Varken    | 650    |
| Koe       | 800    |
| Paard     | 1000   |

## Kampioenschappen
Sinds 2008 vindt ieder jaar het Nederlands Kampioenschap Koehandel plaats in Amsterdam. Het NK-Koehandel is een eendaags kampioenschap op topniveau voor 100 koehandel(spel)liefhebbers uit heel het land. Op zaterdag 3 oktober 2015 vond het NK-Koehandel 2015 plaats.
In 2012 werd in Amsterdam voor het eerst een WK-Koehandel georganiseerd.